# Rhachomyces lavagnei
Rhachomyces lavagnei är en svampart som först beskrevs av F. Picard, och fick sitt nu gällande namn av W. Rossi 1982. Rhachomyces lavagnei ingår i släktet Rhachomyces och familjen Laboulbeniaceae.   Inga underarter finns listade i Catalogue of Life.